# (11244) Andrékuipers
(11244) Andrekuipers, désignation internationale (11244) Andrékuipers, est un astéroïde de la ceinture principale.

## Description
(11244) Andrekuipers est un astéroïde de la ceinture principale. Il fut découvert le 29 septembre 1973 à l'observatoire Palomar par Cornelis Johannes van Houten, Ingrid van Houten-Groeneveld et Tom Gehrels. Il présente une orbite caractérisée par un demi-grand axe de 2,43 UA, une excentricité de 0,17 et une inclinaison de 3,6° par rapport à l'écliptique.

## Compléments